# Beatrice Caracci
Beatrice Caracci je poslední opera českého skladatele Františka Neumanna. Libreto podle vlastní hry Monna Beatrice napsal rakouský dramatik Ludwig Huna. Opera byla napsána v letech 1920–1921 a premiéru měla 29. dubna 1922 v Národním divadle v Brně, v němž Neumann působil jako šéf opery, a to v českém překladu Ferdinanda Pujmana.

## Vznik, charakteristika a historie díla
Opera Beatrice Caracci je poslední Neumannovou operou a současně jeho poslední větší skladbou vůbec; vznikla v době, kdy byl zaneprázdněn organizací brněnského hudebního života, v jehož čele jako šéf opery v letech 1919–1928 stál.
Jeho nové významné postavení v českém kulturním životě nezměnilo nic na tom, že stejně jako u ostatních svých oper komponoval na německé libreto, s výhledem na uvádění na německých jevištích. Látku mu tentokrát poskytl román Ludwiga Huny Monna Beatrice, vydaný poprvé roku 1913. Podle brněnského divadelního časopisu Divadelní šepty „[s]kladatele lákala ke zhudebnění renesanční doba a rozkošné prostředí benátské, jehož kouzla skladatele vábila k četným návštěvám.“ Jako první ze skladatelovy tvorby však tato opera měla premiéru v českém jazyce a v českém divadle.
František Neumann operu sám nastudoval v dokonalém provedení a opera docílila nemalého úspěchu, za který však Neumann vděčil z velké části svému postavení v brněnském kulturním životě a zásluhám o divadlo. Kritika (Gracián Černušák v Lidových novinách) vyslovovala značné výhrady. Již libreto „kolportážního románu“ Hunnova odmítl Černušák jako banální „historii manželské nevěry a tří vražd“, pro niž má renesanční prostředí Benátek 16. století „jenom dodat vnější divadelní nádhery“; výtce neušel ani „naivní a nemotorný“ Pujmanův překlad. Rovněž v hudbě kritik nenalezl žádnou souvislost s renesancí a Benátkami: „Je to prostě zase mezinárodní skladatelská metoda veristických epigonů, kteří to, co u Mascagniho, Leoncavalla či Pucciniho mělo plemenné oprávněný, spojili s novými pokroky technickými v bezpečnou manýru.“ Přes určité názvuky Wagnera a Strausse prý Neumannovi nejde o hudební drama, „jeho hudba chce být jen poutavým doprovodem a zvukově barevným zesílením vnějšího děje“. Zatímco melodie „je určována zřetelem k vnější líbivosti“ a harmonie „užívá prostředků velmi opotřebovaných“, chvály se dočkala barvitá instrumentace z rukou zkušeného kapelníka.
Ve srovnání s předchozí Neumannovou operou Ekvinokce vidí Černušák „zřejmý pokles a sklon k všednosti v invenci“. Neumann prý píše pro tu část obecenstva, jež „nehledá v divadle víc, než pastvu očí a vzrušení nervů“, a tedy se Beatrice Caracci může stát „účinnou operní novinkou a vděčnou repertoární hrou, která bude míti v Německu, kde poptávka po tomto druhu produkce je stále ještě velmi značná, větší ještě úspěch, než u nás“. Ale Neumannova skladatelská práce je „negace reformních snah posledního desítiletí i soudobého uměleckého úsilí“ a „vychází […] z předpokladů a názorů, jež musí odmítnout každý, komu jde o umělecký pokrok“, proto kritik nevidí budoucnost pro tuto operu na české půdě, kde proniká „vážnější názor na úkoly umění vůbec a dramatické hudby zvláště“.
Ještě roku 1922 bylo vydáno libreto i klavírní výtah Beatrice Caracci, a to v brněnském nakladatelství Barvič a Novotný. Žádná další inscenace opery není doložena.

## Osoby a první obsazení
| osoba                                                                       | hlasový obor      | premiéra (29.4.1922) |
| --------------------------------------------------------------------------- | ----------------- | -------------------- |
| Paolo Caracci, prokurátor                                                   | hrdinný baryton   | Štěpán Chodounský    |
| Beatrice, jeho žena                                                         | dramatický soprán | Marie Veselá         |
| Pietro Pisano, senátor                                                      | baryton           | Pavel Ježek          |
| Kardinál D'Arca                                                             | bas               | Rudolf Kaulfus       |
| Giordano Avezzino, mladý šlechtic                                           | lyrický tenor     | Karel Zavřel         |
| Césare Vasca, jeho druh                                                     | baryton           | Jaroslav Tyl         |
| Tofano, malíř                                                               | hrdinný tenor     | Pavel Jeral          |
| Vermicello, úplatný vrah                                                    | tenor             | Bedřich Zavadil      |
| Severino, mnich dominikán                                                   | bas               | Ladislav Pešek       |
| Girolamo, mnich dominikán                                                   | tenor             | Václav Šindler       |
| Sandra, Beatricina panská                                                   | soprán            | Jarmila Pustinská    |
| Cerù, albánský otrok                                                        | němá role         | Jan Špůrek           |
| Senátoři, mniši, sluhové a služky, Caracciho otroci, gondolieři, děti, lid. |                   |                      |
| Dirigent: František Neumann, režisér: Ota Zítek, scéna a kostýmy: V. Hrska. |                   |                      |

## Děj opery
Odehrává se v Benátkách za časů cinquecenta.

### 1. dějství
(U brány paláce Caracciů) Dnes má být zvolen novým benátským dóžetem dosavadní senátor Pietro Pisano. Jeho hlavní rival, prokurátor Paolo Caracci, je rozhořčen, že úřad nepřipadl jemu, a touží po dóžecí hodnosti natolik, že najímá za dvě stě stříbrných nájemného vraha Vermicella, aby Pisana odstranil. – Caracci má krásnou, mladou a vznešenouženu Beatrici, kterou nedávno vykoupil z kláštera. Církev mladou paní neztratila z očí a právě k ní přichází papežský vyslanec kardinál D'Arca. Přivádí s sebou malíře Tofana, který má za úkol podle její podoby – jakožto vzoru ctnostné a ušlechtilé ženy – vymalovat obraz Madony pro jeden z římských kostelů. To je však jen záminka: kardinál Beatrici přemlouvá, aby opustila Caracciho (církev už zařídí zneplatnění jejich sňatku) a provdala se za Pisana. To Beatrice odmítá.
Důvodem jejího odmítnutí však není ctnost a už vůbec ne láska k manželovi. Již nějakou dobu má tajného ctitele, jenž jí posílá milostná psaní po panské Sandře. Je to mladý šlechtic a básník Giordano Avezzino, který se právě se svým přítelem Vaskem skrývá v zahradě v naději, že se setká s Beatricí. Je tak svědkem toho, jak se Pisano, přicházející v masce k paláci Caracciů, setkává s Vermicellem. Ten jej však nezavraždí, naopak mu za další a vyšší úplatek prozradí, co na něj Caracci chystal. Nyní má Pisano v hrsti nejen svého odvěkého soupeře, ale – jak se domnívá – i jeho vnadnou manželku. Pisano Beatrici uvidí a naléhá na ni, nabízeje jí svou lásku i pozici manželky dóžete. Nanejvýš pohoršen jeho návrhy a hrozbami Beatrici vyskočí z křoví maskovaný Avezzino a v krátkém souboji Pisana zabije. Přispěchavší Tofano se snaží mladíkovi strhnout masku, ale na Beatricin pokyn otvírá Sandra mladíkům bránu a ti mohou uniknout.
Celé scéně však byli svědky nejen Beatrice a Tofano, ale i vracející se kardinál se svou družinou dominikánských mnichů; jim Pisano stačil ještě sdělit, že mu o život usiloval Caracci. Beatrice od nich získá slib mlčení o celé události za to, že přenechá celý svůj majetek církvi a sama se vrátí do kláštera. Lid zatím provolává slávu novému dóžeti. Přitom nacházejí jen jeho mrtvolu. Nad ní se shledávají Caracci a Beatrice a vzájemně se zkoumají pohledem.

### 2. dějství
(V paláci Caracciů) Zatímco zvenčí zaznívají pohřební zpěvy za dóžete, Caracci – který neví, zda Pisano zemřel Vermicellovou rukou nebo jinak – hovoří s manželkou obezřetně o Pisanově smrti. Oba cítí vzájemnou nedůvěru. Beatrice poznává, že ji manžel nemiluje a vzal si ji jen k posílení svého společenského postavení, a z vraždy nově zvoleného dóžete obviňuje manžela.
Po jejím odchodu přijímá Caracci kardinála; od něj se dozví, že Pisana nezabil jím najatý vrah, ale Beatricin tajný ctitel. Kardinál za úplatu slibuje mlčet o původních Caracciho úkladech a radí mu. aby dal Beatrici střežit malířem Tofanem. Caracci malíře přijímá do služby a pověřuje ho, aby případně i předstíral lásku k jeho ženě (což malíři toužícímu po Beatrici vyhovuje), jen aby zjistil, kdo usiluje o její ctnost.
Když je pak Caracci předvolán před Radu deseti v souvislosti se smrtí dóžete a kardinál odchází i s Tofanem, může konečně Sandra uvést k Beatrici Avezzina a Vasca. Avezzino konečně vyznává Beatrici lásku a oba si smluví schůzku v jejím letohrádku na Lidu na ostrove Burano, až se rozezní velikonoční zvony.
Caracci se brzy vrátí z Rady deseti, která ho očistila od podezření, a vyzvídá na manželce, kdo tedy zavraždil Pisana. Beatrice přiznává, že to byl mladík v masce, odmítá však, že by znala jeho totožnost, i když jí manžel hrozí pranýřem i smrtí. Sílu jí dodává představa noci lásky na Buranu. Z dálky zaznívá Avezzinova serenáda pro Beatrici.

### 3. dějství
(Beatricin letohrádek na Buranu) Velikonoce na Buranu. Několik dětí tančí s Beatricí v zahradě, pak je Sandra odvádí. Beatrice s rozechvěním očekává Avezzina, místo něj se však objevuje Tofano a vnucuje jí svou lásku. Ta však tuší, že je jejím dozorcem, a jeho přísahám lásky až na smrt připraví léčku: předkládá mu dva poháry, z nichž jeden má obsahovat otrávené víno: nechť spolu náhodně po jednom vypijí. Tofano se zkoušce ze strachu vyhne a Beatrice s pohrdáním vypije oba (přirozeně zcela neškodné) poháry. Zahanbený a rozzlobený Tofano jí hrozí prozrazením. Beatrice se mu vymaní slibem, že se mu oddá, ale až za určitou dobu, již chce strávit podle vlastního. Malíř je naoko spokojen a odchází, ve skutečnosti se však skryje v blízkosti.
Konečně přichází Avezzino – prožívá s Beatricí ihned okamžiky horoucí lásky a mladík ji přemlouvá k útěku lodí až na Kypr. Beatrice souhlasí, a zatímco Avezzino jde připravit loď, činí se Sandrou kvapné přípravy k odjezdu. Cestu jí však zastoupí Tofano a žádá po ní splnění slibu, opět pod výhrůžkou prozrazení manželovi, jehož loď již je na cestě k Buranu. Když malíř Beatrici násilím uchopí do náruče a pokouší se políbit, ta ho probodne dýkou. V nesmírném rozrušení dává pochodní světelné signály Avezzinovi, mezitím se však od pevniny blíží loď Caracciho. Beatrice, aby manželovi lépe unikla, si oblékne Tofanův plášť a baret a běží k přístavu. Tam na ni narazí Avezzino, a pokládaje ji za svého zrádného soka, hned ji protkne mečem. Když si uvědomí omyl, klesne ve mdlobách na mrtvolu své milenky. Tak ho najde Caracci, který ho předává městským strážníkům jako hledaného Pisanova vraha.